# Dalur
Dalur [ˈdɛalʊɹ] és un poble de l'illa de Sandoy, a les illes Fèroe. Pertany al municipi de Húsavík. L'1 de gener de 2021 tenia 37 habitants.

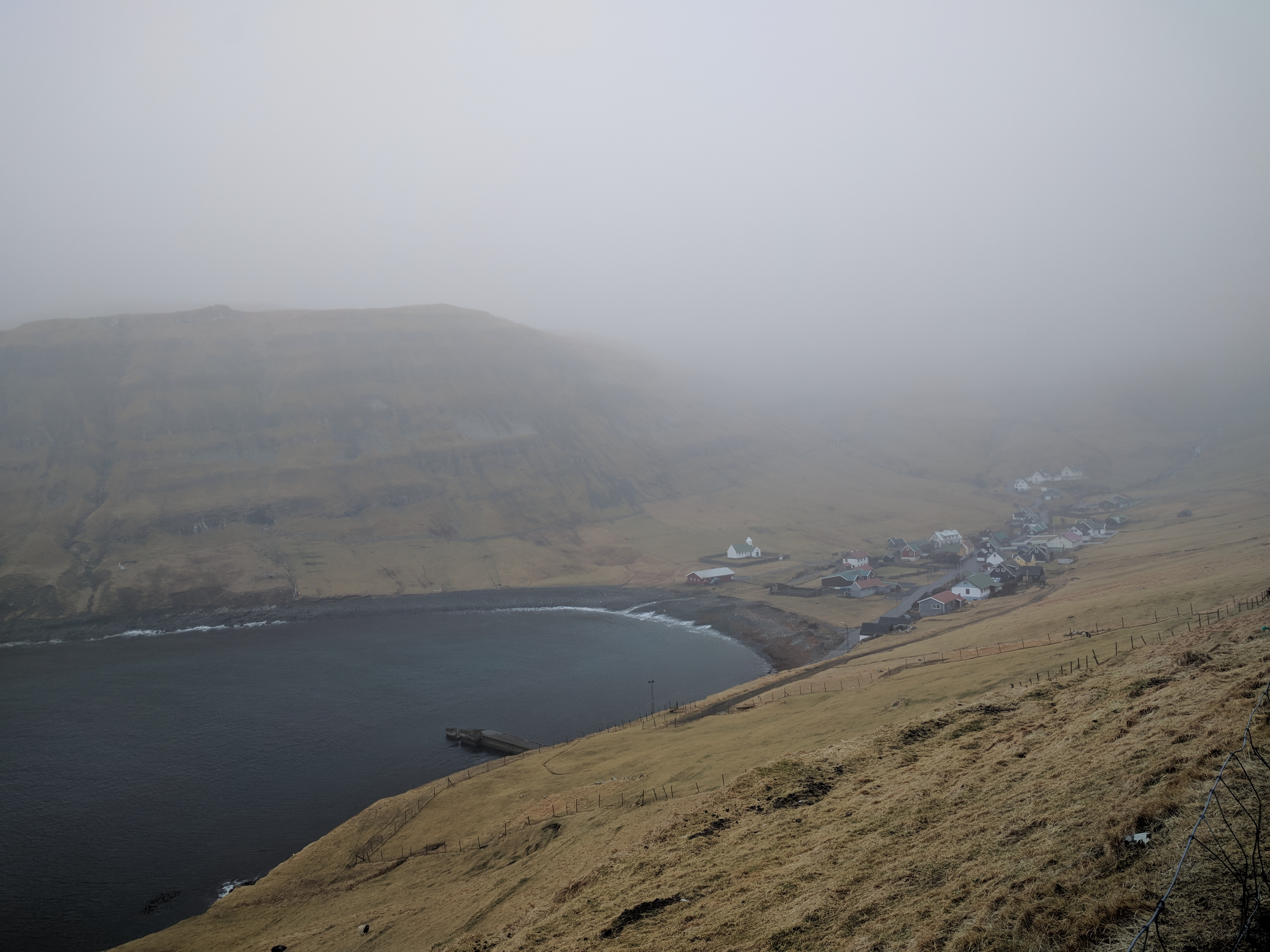
Dalur.

Dalur està situat a la costa est de l'illa de Sandoy, al fons d'una àmplia vall modelada pel riu Storá. Dalur, de fet, significa "vall" en feroès. L'envolten muntanyes de 300 metres d'alçada, deixant-lo aïllat de la resta de l'illa. La petita carretera 35 és l'única via que hi comunica. El Suðuroyartunnilin, el que serà el túnel submarí més llarg de les Illes Fèroe i que comunicarà les illes de Sandoy i Suðuroy, tindrà la boca nord a Dalur. Un altre tunel perforarà la muntanya per connectar Dalur amb Húsavík, el Tunnil til Dals.
Des de Dalur es pot caminar cap al sud fins als penya-segats de Skorin, de 200 metres d'alçada, lloc de visualització d'aus.
L'església de Dalur es va construir el 1957. És l'única església que hi ha hagut mai al poble. Està feta de fusta. L'artista danès Ernst Trier hi va pintar el retaule, inaugurat el 1961. El retaule representa l'Últim sopar i el 1961 es considerava una peça moderna. Les làmpades de l'església són originàries del Parlament feroès.
Al poble també hi ha un antic molí, propietat del Museu Nacional de les Illes Fèroe.